# Clément Morel
Clément Morel (* 16. Juli 1984 in Oullins) ist ein ehemaliger französisch-monegassischer Tennisspieler. Er gewann 2002 die Juniorenausgabe der Australian Open im Einzel, konnte sich bei den Profis anschließend aber nicht durchsetzen.

## Karriere
Morel spielte bis 2002 auf der ITF Junior Tour. Beim dritten Grand-Slam-Turnier, das er spielte, im Januar 2002 bei den Australian Open, gewann er den Titel. Er gab nur im Halbfinale gegen Jo-Wilfried Tsonga einen Satz ab und gewann das Finale gegen den Australier Todd Reid. Bei keinem der anderen Grand-Slam-Turniere kam er über das Achtelfinale hinaus. In der Jugend-Rangliste erreichte er im März 2002 mit Rang 2 seine höchste Notierung. Das kurioseste Match seiner Juniorenkarriere spielte er 2002 in Wimbledon, als er in der zweiten Runde im dritten Satz gegen Ryan Henry mit 24:26 verlor, der bis dahin längste Satz der Tennisgeschichte.
Bei den Profis spielte Morel 2001 auf der drittklassigen ITF Future Tour sein erstes Turnier. Das erste Mal platzierte er sich im Doppel in diesem Jahr auch in der Weltrangliste. 2002 stieß er im Einzel in die Top 1000 vor. 2003 kam er auf der Future Tour im Einzel und Doppel das erste Mal ins Endspiel und verbesserte so sein Ranking jeweils erneut. 2004 gewann er im Doppel den ersten Future-Titel, schaffte aber in der Rangliste noch keinen Sprung unter die Top 500. Seine einzigen Auftritte außerhalb von Futures hatte er in diesem Jahr, als er in Grenoble sein einziges Challenger-Turnier spielte und er in der Qualifikation zu den French Open unterlag. In den folgenden Jahren stagnierten seine Leistungen: Im Doppel gewann er 2005 einen und 2006 zwei Titel. Ebenfalls 2006 nutzte Morel im Einzel sein viertes Finale zum ersten Titel.
Das Jahr 2007 wurde das erfolgreichste von Morel. Zwei Finals im Einzel und drei Finals im Doppel konvertierte er zu je einem Titel. Dadurch und dank weiterer Halbfinals erzielte er Mitte Oktober im Einzel Platz 387, sein Karrierehoch, und kurz zuvor Rang 509 im Doppel. Ab 2008 trat Morel unter monegassischer Flagge bei Turnieren an. Unter dieser nahm er auch an zwei Begegnungen für die monegassische Davis-Cup-Mannschaft teil, für die er eine Bilanz von 1:1 vorweist. Bei Turnieren gewann er 2008 seinen zweiten und letzten Future-Titel, erzielte sonst aber noch seltener gute Ergebnisse. Im August 2008 spielte er sein letztes Turnier. Für eine Davis-Cup-Begegnung kehrte er 2009 noch einmal zum Profisport zurück.
Später studierte er an der EM Lyon Business School und wurde Key-Account-Manager bei Wilson.